# Rolf Gölz
Rolf Gölz (n. 30 septembrie 1962, Bad Schussenried, Republica Federală Germania, Germania) este un ciclist german, medaliat olimpic. A participat la o ediție a Jocurilor Olimpice (1984) în care a câștigat o medalie de argint.